# Imre Fodor
Imre Fodor (n. 16 iunie 1937, Șumuleu Ciuc, Harghita, România – d. 29 septembrie 2015, Târgu Mureș, România) a fost un politician maghiar din Transilvania, fost președinte al organizației Consiliului Național Maghiar din Transilvania din scaunul Mureș. Între 1996-2000 a fost primarul municipiului Târgu Mureș din partea Uniunii Democrate Maghiare din România. 

## Biografie
Imre Fodor a absolvit Universitatea Politehnica din București în 1965. Fiind student în anul cinci, a fost exmatriculat din cauza condamnării tatălui său pentru presupusul rol avut în timpul Revoluției ungare din 1956. Abia după șase ani de pauză a putut să-și continue studiile și să termine facultatea, a lucrat ca inginer în combinatul Azomureș din Târgu Mureș.
În 1993 Imre Fodor a fondat organizația non-profit Outward Bound⁠(en)[traduceți] Romania, specializată în activități outdoor (educație și recreere) fiind ca membra independentă a organizației mondiale Outward Bound International. De la înființare, Outward Bound Romania a desfășurat programe de calitate, adresate în special tinerilor. Principalele programe includ cursuri de dezvoltare personală pentru elevi și studenți, cursuri pentru cadre didactice, cursuri de leadership și cursuri pentru orfani și tineri dezavantajați. Totodată, a jucat un rol important în consturirea Centrului Outward Bound din Sovata.
În 1996 a fost ales în primul tur al alegerilor cu 43 294 de voturi (52,46%) ca primar al municipiului Târgu Mureș. La primul tur al alegerilor locale din 2000 a obținut 38 844 voturi (49,78%), lipseau 168 de voturi valabile pentru câștigarea postului de primar dintr-un singur scrutin. Astfel, intrând în turul doi al alegerilor a pierdut fotoliul de primar, în favoarea lui Dorin Florea, în contextul unui scrutin controversat.

## Distincții
- Crucea de cavaler a Ordinului de Merit al Ungariei (2011)[6]